# Vaughan MacCaughey
Vaughan MacCaughey (* 1887 in Huron, South Dakota; † 1954) war ein US-amerikanischer Botaniker, Bildungspolitiker und religiöser Aktivist. Er war unter anderem Professor für Botanik am College of Hawaii und Direktor der National Education Association (NEA) für den Distrikt auf Hawaii. MacCaughey war Vorsitzender eines Komitees für die Untersuchung des Schulsystems auf Hawaii ab 1919 und ein engagierter Verfechter der Amerikanisierung des Schulsystems auf Hawaii. Er verfasste eine Vielzahl an Büchern und Aufsätzen zu botanischen und anderen naturwissenschaftlichen Themen sowie zu bildungspolitischen Angelegenheiten.

## Leben
Vaughan MacCaughey machte seinen Abschluss an der Cornell-Universität. Er war stark religiös und Kongregationalist. Er wurde später Vorsitzender des Komitees für Religiösen Unterricht an der Central Union Church auf Hawaii.
MacCaughey wurde am 8. April 1919 zum Leiter des Department of Public Instruction (DPI) auf Hawaii ernannt. Das DPI hatte den staatlichen Bildungsauftrag inne.
Zu dieser Zeit gab es eine große Anzahl japanischer Migranten auf Hawaii. Aufgrund der ca. 20.000 japanischstämmigen Kinder, die dort japanischsprachige Schulen besuchten, kam es zu Spannungen zwischen weißen Eliten und japanischstämmigen Menschen. Man befürchtete von amerikanischer Seite, dass der zukünftige Einfluss der von diesen Kindern ausging, einen negativen Effekt auf die stetige Amerikanisierung Hawaiis haben könnte. So wurde auf Anfrage des DPI eine Untersuchung der Zustände im japanischsprachigen Schulwesens auf Hawaii durchgeführt. Verantwortlich war das Bureau of Education der USA. Diese Untersuchung sollte die lokalen Gegebenheiten betreffen und diese mit Hilfe lokaler Bildungsinstitutionen amerikanisieren.
Eine solche Untersuchung wurde bereits seit mehreren Jahren hitzig debattiert. Aufgrund MacCaugheys Engagement wurde diese Untersuchung letztlich durchgeführt.
Seine größte Angst bestand in der angeblichen Gefährdung des Christentums durch verschiedene Richtungen des japanischen Buddhismus. Er sah dies als eines der größten Hindernisse an, das einer Christianisierung der Insel und somit einer Amerikanisierung der Bevölkerung im Weg stand.

### Mitgliedschaften
- Four-Minute Man
- American Defense League
- Chautauqua Institution Summer Schools

### Werke
- The Physique of the Ancient Hawaiians, in: The Scientific Monthly, Jg. 5 (1917), Nr. 2, S. 166–174.[6]
- The National History of Chautauqua, New York 1917.[7]
- Race Mixture in Hawaii, in: Journal of Heredity, Jg. 10 (1919), Nr. 1, S. 41–47.[8]
- Test of progressive Teaching, in: The Journal of Education, Jg. 108 (1928), Nr. 22, S. 547.[9]